# 松下昌揮
松下昌揮（まつした まさき、1986年5月23日 - ）は、日本のレーシングドライバー。静岡県出身。

## プロフィール
- 身長：170cm
- 体重：60kg
- 血液型：B型（RH+）

1992年にレーシングカートを初体験、モータースポーツの世界に第一歩を踏み出す。1997年にカートレースデビュー、翌1998年のSL大阪シリーズでカデットクラスのチャンピオンを獲得。その後もカートの世界で成長を続け、2003年にFJ1600で四輪レースデビュー。史上最年少の表彰台やポールポジション獲得といった記録を樹立して2004年にF4、2005年はフォーミュラ・ドリームに参戦。その後もフォーミュラチャレンジ・ジャパン、フォーミュラ・トヨタと経験を積み、 2008年にF3にステップアップを果たし、マカオグランプリに初参戦となる。また2008年は、SUPER GTのGT300クラスにヴィーマック320Rで参戦。近年はS耐に参戦。

## レース戦績
1992年
- カート初走行

1997年
- レースデビュー
- SL全国大会 カデットクラス(＠静岡県つま恋カートコース) 4位

1998年
- SL大阪シリーズ カデットクラスシリーズ(＠堺カートランド) 1位(6戦5勝)

1999年
- SL全国大会 SDクラス 3位
- SL甲信シリーズ SDクラスシリーズ 1位(6戦4勝)
- SLつま恋シリーズ SDクラスシリーズ 1位

2000年
- 鈴鹿選手権 ICAクラスシリーズ 2位

2001年
- アジアパシフィック選手権 ICAクラス(＠鈴鹿) 4位
- 全日本選手権東地域ICAクラス 第3戦より参戦
- 第3戦 SUGOカートコース 1位 Debut Win!!
- 鈴鹿選手権 FAクラス(開幕戦のみ参戦) 1位

2002年
- 全日本選手権東地域FAクラスに参戦 シリーズ11位
- 鈴木亜久里 総監督率いるARTAに加入

2003年
2003年に残した記録はすべて史上最年少記録とされる
- 通算成績9戦中5回表彰台/ファステストラップ3回/ポールポジション2回
- JKING OF KINGS(12/21＠鈴鹿東) ファイナル3位
- FJクラスに昇格
- 鈴鹿クラブマンレース FJ1600(＠鈴鹿)

| 戦回  | 日付     | 予選 | 決戦     |
| ----- | -------- | ---- | -------- |
| 第1戦 | 2月11日  | 7位  | リタイア |
| 第2戦 | 4月20日  | 4位  | 3位      |
| 第3戦 | 5月11日  | 9位  | 3位      |
| 第4戦 | 6月8日   | 2位  | 2位      |
| 第5戦 | 6月29日  | 11位 | 5位      |
| 第6戦 | 9月21日  | 5位  | 8位      |
| 第7戦 | 10月21日 | 11位 | 22位     |
| 第8戦 | 11月30日 | 1位  | 3位      |

2004年
- JAF地方選手権F4東日本シリーズ第1戦(3/7＠もてぎ) 4位(予選5位)
- JAF地方選手権F4東日本シリーズ第2戦(4/28＠仙台ハイランド) 2位(予選3位)
- SLつま恋シリーズ第4戦 PRDクラス 1位(予選1位) Birthday Win!!
- JAF地方選手権F4東日本シリーズ第3戦(6/5～6＠もてぎ) 3位(予選3位)
- F4クラスに昇格
- PRDウィンターカップ in 鈴鹿(＠鈴鹿) 全170台中1位

2005年
- 2005フォーミュラ・ドリーム レース シリーズ

| 戦回  | レース名                                   | 順位 | 備考               |
| ----- | ------------------------------------------ | ---- | ------------------ |
| 第1戦 | 鈴鹿タカタアワードレース                   | 5位  |                    |
| 第2戦 | 昭和シェル石油アワードレース               | 4位  |                    |
| 第3戦 | 鈴鹿                                       | 9位  |                    |
| 第4戦 | 鈴鹿 スリーボンドアワードレース            | 4位  |                    |
| 第5戦 | 鈴鹿ブリヂストンアワードレース             | 7位  |                    |
| 第6戦 | 鈴鹿オートバックススーパーチャレンジレース | 2位  | ファステストラップ |
| 第7戦 | 岡山スリーボンドアワードレース             | 2位  |                    |
| 第8戦 | エプソン・カラリオアワードレース           | 2位  |                    |

2006年
- フォーミュラチャレンジ・ジャパンシリーズ

| 戦回   | 順位     |
| ------ | -------- |
| 第1戦  | 3位      |
| 第2戦  | 6位      |
| 第3戦  | 6位      |
| 第4戦  | 4位      |
| 第5戦  | 5位      |
| 第6戦  | 7位      |
| 第7戦  | リタイヤ |
| 第8戦  | 9位      |
| 第9戦  | 2位      |
| 第10戦 | 16位     |

2007年
- フォーミュラ・トヨタシリーズ
  - シリーズ:4位
  - 最高位:3位

2008年
- 全日本F3選手権ナショナルクラス参戦
  - シリーズ 3位
  - 年間優勝 2回
- 第55回フォーミュラ3マカオグランプリ参戦
- SUPER GT選手権GT300クラス参戦
  - ドライバーズランキング 17位
  - チームランキング 12位
  - 最高位４位

2010 - 2012
- スーパー耐久参戦

### 全日本フォーミュラ3選手権
| 年     | チーム     | エンジン | クラス | 1      | 2      | 3      | 4      | 5      | 6      | 7      | 8      | 9      | 10     | 11     | 12     | 13     | 14     | 15     | 16     | 17     | 18     | 順位 | ポイント |
| ------ | ---------- | -------- | ------ | ------ | ------ | ------ | ------ | ------ | ------ | ------ | ------ | ------ | ------ | ------ | ------ | ------ | ------ | ------ | ------ | ------ | ------ | ---- | -------- |
| 2008年 | AIM SPORTS | トヨタ   | N      | FSW1 5 | FSW2 1 | AUT1 3 | AUT2 6 | SUZ1 4 | SUZ2 2 | TRM1 5 | TRM2 5 | OKA1 2 | OKA2 3 | SUZ1 2 | SUZ2 1 | TRM1 3 | TRM2 4 | FSW1 2 | FSW2 3 | SUG1 2 | SUG2 2 | 3位  | 85       |

### SUPER GT
| 年     | チーム            | コ・ドライバー            | 使用車両           | タイヤ | クラス | 1     | 2      | 3     | 4     | 5     | 6       | 7      | 8     | 9     | 順位 | ポイント |
| ------ | ----------------- | ------------------------- | ------------------ | ------ | ------ | ----- | ------ | ----- | ----- | ----- | ------- | ------ | ----- | ----- | ---- | -------- |
| 2008年 | Team UEMATSU NOVA | 阪口良平 植松忠雄（Rd.6） | ヴィーマック・320R | Y      | GT300  | SUZ 8 | OKA 13 | FSW 8 | SEP 4 | SUG 8 | SUZ Ret | TRM 15 | AUT 7 | FSW 8 | 17位 | 24       |